# Euro Winners Cup femminile 2016
La Euro Winners Cup femminile 2016 è la 1ª edizione del torneo. Iniziata il 24 maggio 2016 e terminata il 29 maggio 2016.
La squadra vincitrice è il Grasshoppers che ha battuto in finale il BeachKick Ladies Berlin per 5 a 4 a Catania.

## Squadre partecipanti
Sono stati 12 i club che hanno preso parte a questa prima edizione della competizione.
| Group stage      | Group stage | Group stage  | Group stage             |
| ---------------- | ----------- | ------------ | ----------------------- |
| Catania          | HTC Zwolle  | Grasshoppers | UKS Sparta Daleszyce    |
| Catanzaro        | DTS' 35     | WFC Zvezda   | Beachkick Ladies Berlin |
| Terracina Ladies | Portsmouth  | Nomme Kalju  | Sogesport Club Esportiu |

## Fase a gironi
Le 12 squadre sono state divise in tre gironi da 4 club l’uno. Passano alla fase successiva le prime due classificate di ogni raggruppamento e le due migliori terze.

### Gruppo A
| Pos. | Squadra                 | G | V | V+ | P | GF | GS | DG  | Pt |
| ---- | ----------------------- | - | - | -- | - | -- | -- | --- | -- |
| 1    | Sogesport Club Esportiu | 3 | 2 | 0  | 1 | 21 | 10 | +11 | 6  |
| 2    | DTS' 35                 | 3 | 2 | 0  | 1 | 17 | 10 | +7  | 6  |
| 3    | Catania                 | 3 | 2 | 0  | 1 | 14 | 14 | 0   | 6  |
| 4    | UKS Sparta Daleszyce    | 3 | 0 | 0  | 3 | 7  | 25 | –18 | 0  |

| Squadra 1            | Risultato | Squadra 2               |
| -------------------- | --------- | ----------------------- |
| UKS Sparta Daleszyce | 2-9       | DTS' 35                 |
| Catania              | 3-8       | Sogesport Club Esportiu |
| DTS' 35              | 5-4       | Sogesport Club Esportiu |
| UKS Sparta Daleszyce | 3-7       | Catania                 |
| UKS Sparta Daleszyce | 2-9       | Sogesport Club Esportiu |
| DTS' 35              | 3-4       | Catania                 |

### Gruppo B
| Pos. | Squadra          | G | V | V+ | P | GF | GS | DG  | Pt |
| ---- | ---------------- | - | - | -- | - | -- | -- | --- | -- |
| 1    | Grasshoppers     | 3 | 3 | 0  | 0 | 17 | 9  | +8  | 9  |
| 2    | Portsmouth       | 3 | 2 | 0  | 1 | 12 | 10 | +2  | 6  |
| 3    | Terracina Ladies | 3 | 1 | 0  | 2 | 14 | 14 | 0   | 3  |
| 4    | HTC Zwolle       | 3 | 0 | 0  | 3 | 10 | 20 | –10 | 0  |

| Squadra 1        | Risultato | Squadra 2        |
| ---------------- | --------- | ---------------- |
| Portsmouth       | 5-3       | Terracina Ladies |
| Grasshoppers     | 8-3       | HTC Zwolle       |
| HTC Zwolle       | 3-5       | Portsmouth       |
| Terracina Ladies | 3-5       | Grasshoppers     |
| Portsmouth       | 3-4       | Grasshoppers     |
| HTC Zwolle       | 4-8       | Terracina Ladies |

### Gruppo C
| Pos. | Squadra                 | G | V | V+ | P | GF | GS | DG  | Pt |
| ---- | ----------------------- | - | - | -- | - | -- | -- | --- | -- |
| 1    | WFC Zvezda              | 3 | 2 | 1  | 0 | 21 | 8  | +13 | 7  |
| 2    | Beachkick Ladies Berlin | 3 | 2 | 0  | 1 | 19 | 10 | +9  | 6  |
| 3    | Catanzaro               | 3 | 1 | 0  | 2 | 20 | 11 | +9  | 3  |
| 4    | Nomme Kalju             | 3 | 0 | 0  | 3 | 2  | 33 | –31 | 0  |

| Squadra 1               | Risultato        | Squadra 2               |
| ----------------------- | ---------------- | ----------------------- |
| Beachkick Ladies Berlin | 8-1              | Nomme Kalju             |
| Catanzaro               | 3-4              | WFC Zvedza              |
| Catanzaro               | 4-6              | Beachkick Ladies Berlin |
| WFC Zvedza              | 12-0             | Nomme Kalju             |
| Catanzaro               | 13-1             | Nomme Kalju             |
| Beachkick Ladies Berlin | 5-5 (4-3 d.c.r.) | WFC Zvezda              |

## Tabellone (fase finale)
|  | Quarti di finale | Quarti di finale        | Quarti di finale |              |   | Semifinali          | Semifinali | Semifinali |  |  | Finale | Finale              | Finale |
|  |                  |                         |                  |              |   |                     |            |            |  |  |        |                     |        |
|  | 1                | Portsmouth              | 3                |              |   |                     |            |            |  |  |        |                     |        |
|  | 8                | Beachkick L. Berlin     | 4                |              |   |                     |            |            |  |  |        |                     |        |
|  | 8                | Beachkick L. Berlin     | 4                |              |   | Beachkick L. Berlin | 8          |            |  |  |        |                     |        |
|  |                  |                         |                  |              |   | Beachkick L. Berlin | 8          |            |  |  |        |                     |        |
|  |                  |                         | Catanzaro        | 5            |   |                     |            |            |  |  |        |                     |        |
|  | 4                | Sogesport Club Esportiu | Catanzaro        | 5            | 3 |                     |            |            |  |  |        |                     |        |
|  | 4                | Sogesport Club Esportiu |                  |              | 3 |                     |            |            |  |  |        |                     |        |
|  | 5                | Catanzaro               | 5                |              |   |                     |            |            |  |  |        |                     |        |
|  |                  |                         |                  |              |   |                     |            |            |  |  |        | Beachkick L. Berlin | 4      |
|  |                  |                         |                  | Grasshoppers | 5 |                     |            |            |  |  |        |                     |        |
|  | 3                | WFC Zvezda              | 15               |              |   |                     |            |            |  |  |        |                     |        |
|  | 6                | DTS' 35                 | 2                |              |   |                     |            |            |  |  |        |                     |        |
|  | 6                | DTS' 35                 | 2                |              |   | WFC Zvezda          | 3          |            |  |  |        |                     |        |
|  |                  |                         |                  |              |   | WFC Zvezda          | 3          |            |  |  |        |                     |        |
|  |                  |                         | Grasshoppers     | 4            |   |                     |            |            |  |  |        |                     |        |
|  | 2                | Grasshoppers            | Grasshoppers     | 4            | 9 |                     |            |            |  |  |        |                     |        |
|  | 2                | Grasshoppers            |                  |              | 9 |                     |            |            |  |  |        |                     |        |
|  | 7                | Catania                 | 8                |              |   |                     |            |            |  |  |        |                     |        |

### Finale 3º-4ºposto
| Squadra 1 | Risultato | Squadra 2  |
| --------- | --------- | ---------- |
| Catanzaro | 3-5       | WFC Zvezda |

## Piazzamenti

### 9º-12º posto

#### Semifinali 9º-12º posto
| Squadra 1            | Risultato | Squadra 2        |
| -------------------- | --------- | ---------------- |
| UKS Sparta Daleszyce | 4-5       | HTC Zwolle       |
| Nomme Kalju          | 1-4       | Terracina Ladies |

#### Finale 11º-12º posto
| Squadra 1            | Risultato | Squadra 2   |
| -------------------- | --------- | ----------- |
| UKS Sparta Daleszyce | 1-0       | Nomme Kalju |

#### Finale 9º-10º posto
| Squadra 1  | Risultato | Squadra 2        |
| ---------- | --------- | ---------------- |
| HTC Zwolle | 1-0       | Terracina Ladies |

### 5º-8º posto

#### Semifinali 5º-8º posto
| Squadra 1               | Risultato | Squadra 2  |
| ----------------------- | --------- | ---------- |
| DTS' 35                 | 5-7       | Catania    |
| Sogesport Club Esportiu | 1-3       | Portsmouth |

#### Finale 7º-8º posto
| Squadra 1 | Risultato    | Squadra 2               |
| --------- | ------------ | ----------------------- |
| DTS' 35   | 4-5 (d.t.s.) | Sogesport Club Esportiu |

#### Finale 5º-6º posto
| Squadra 1 | Risultato | Squadra 2  |
| --------- | --------- | ---------- |
| Catania   | 5-7       | Portsmouth |

## Classifica finale
| Posizione | Squadra                 |
| --------- | ----------------------- |
|           | Grasshoppers            |
| 2         | BeachKick Ladies Berlin |
| 3         | WFC Zvezda              |
| 4         | Catanzaro               |
| 5         | Portsmouth              |
| 6         | Catania                 |
| 7         | Sogesport Club Esportiu |
| 8         | DTS' 35                 |
| 9         | HTC Zwolle              |
| 10        | Terracina Ladies        |
| 11        | UKS Sparta Daleszyce    |
| 12        | Nomme Kalju             |